# Диктатура Улманиса
Диктатура Улманиса — авторитарный и этнократический политический режим, установленный в Латвии после государственного переворота 15 мая 1934 года.
В результате переворота 15 мая 1934 года занимавший пост премьер-министра Карлис Улманис приостановил действие конституции, распустил парламент и все политические партии, закрыл ряд газет. 11 апреля 1936 года, по истечении срока полномочий президента Квиесиса, назначил сам себя также президентом Латвии. Официально именовался «вождём» и «отцом нации».
Новый авторитарный режим привёл к ущемлению прав русского меньшинства. Из государственных органов были уволены многие русские, в том числе с латвийским гражданством. Был закрыт Русский национальный союз. Завершили своё существование частные гимназии Лишиной и Ломоносовская, учеников которых перевели в Русскую правительственную гимназию. В 1938 году закрыт журнал «Закон и суд», вестник «Русского юридического общества».
Однако общественная жизнь русского меньшинства не прервалась. В 1936 году в Риге выпускалось воскресное издание «Газета для всех». В доме № 13 по улице Меркеля шли спектакли Русского театра по произведениям Пушкина, Островского и других русских классиков, там же можно было приобрести лотерейные билеты в пользу Русского театра. В 1936 году было проведено традиционное собрание Рижского Николаевского вспомогательного купеческого общества, которому на тот момент исполнилось 75 лет. В 1937 году в Русском театре Риги, в школах и клубах провели Пушкинские торжества.
Некоторые исследователи полагают, что Улманис подвергся сильному влиянию идей Бенито Муссолини и называют его режим «парафашистским».
17 июня 1940 года, после вступления в Латвию советских войск, Улманис выступил с обращением по радио, заявив: «Оставайтесь на своих местах, а я остаюсь на своём», успокоив народ тем, что это пришли друзья.
Однако сотрудничество Улманиса с новым просоветским правительством оказалось недолгим, хотя и увенчалось подписанием и провозглашением 50 законов, фактически демонтирующих суверенитет Латвийской республики. 
21 июля 1940 года с избранием Народного Сейма, принявшего решение о присоединении Латвии к СССР,  Улманис ушёл в отставку, обратился к советскому правительству с просьбой о пенсии и выезде в Швейцарию. Но вместо этого Улманис был депортирован в глубь России, в Ставрополь, а после начала Великой Отечественной войны —  эвакуирован в город Красноводск (Туркменистан), где вскоре умер от дизентерии.